# Campeonato Capixaba de Futebol de 2016
O Campeonato Capixaba de Futebol de 2016 foi uma competição com organização da Federação de Futebol do Estado do Espírito Santo (FES) no que concerne às duas divisões estaduais. A Série A iniciou-se em 28 de janeiro e a Série B em 2 de abril. Com término em 7 de maio (Série A) e 26 de junho (Série B).

## Série A
Foi disputada em três fases, sendo elas a Primeira Fase, Hexagonal Semifinal e Final. O campeão ganha o direito de disputar a Copa do Brasil de 2017, a Série D de 2016 e a Série D de 2017. O vice-campeão também ganha uma vaga na Série D de 2016. As duas últimas equipes no Quadrangular de Rebaixamento descem a Série B de 2017. Além disso, o vice-campeão e o terceiro colocado estão classificados para o Torneio Seletivo juntamente com os dois melhores colocados da Copa Espírito Santo de 2016 dentre os participantes da Série A. O campeão da Seletiva é o outro representante capixaba da Série D de 2017.

### Participantes
| Clube                  | Cidade                  | Temporada 2015          | Estádio                          | Capacidade  | Títulos (último) |
| ---------------------- | ----------------------- | ----------------------- | -------------------------------- | ----------- | ---------------- |
| Atlético Itapemirim    | Itapemirim              | 5º da Série A           | José Olívio Soares Sumaré[a]     | 1 000 6 000 | 0 (não possui)   |
| Desportiva Ferroviária | Cariacica               | Vice-campeão da Série A | Arena Unimed Sicoob              | 7 700       | 17 (2013)        |
| Doze                   | Vitória                 | Vice-campeão da Série B | Sumaré[b] Arena Unimed Sicoob[c] | 6 000 7 700 | 0 (não possui)   |
| Espírito Santo         | Vitória                 | Campeão da Série B      | Arena Unimed Sicoob[d]           | 7 700       | 0 (não possui)   |
| Estrela do Norte       | Cachoeiro de Itapemirim | 4º da Série A           | Sumaré                           | 6 000       | 1 (2014)         |
| Linhares               | Linhares                | 6º da Série A           | Joaquim Calmon                   | 2 000       | 1 (2007)         |
| Real Noroeste          | Águia Branca            | 3º da Série A           | José Olímpio da Rocha            | 3 200       | 0 (não possui)   |
| Rio Branco-ES          | Vitória                 | Campeão da Série A      | Arena Unimed Sicoob[d]           | 7 700       | 37 (2015)        |
| São Mateus             | São Mateus              | 7º da Série A           | Sernamby                         | 3 854       | 2 (2011)         |
| Sport Linharense       | Linhares                | 8º da Série A           | Joaquim Calmon Conilon[e]        | 2 000 2 664 | 0 (não possui)   |

Obs.:

- a. ^  O Atlético Itapemirim mandou três jogos da Primeira Fase no Estádio Sumaré, em Cachoeiro de Itapemirim.
- b. ^  O Doze mandou três jogos da Primeira Fase no Estádio Sumaré, em Cachoeiro de Itapemirim.
- c. ^  O Doze mandou seus jogos do Quadrangular de Rebaixamento na Arena Unimed Sicoob, em Cariacica.
- d. ^  O Espírito Santo e o Rio Branco-ES mandaram seus jogos na Arena Unimed Sicoob, em Cariacica.
- e. ^  O Sport Linharense mandou seus jogos do Quadrangular de Rebaixamento no Estádio Conilon, em Jaguaré.

### Finais
Jogo de ida
| Sábado, 30 de abril | Espírito Santo | 0 – 1                 | Desportiva Ferroviária | Arena Unimed Sicoob, Cariacica                                  |
| 16:15               |                | Rede Gazeta Relatório | 73' Ramires            | Público: 2,310 Renda: R$ 43.440,00 Árbitro: ES Elvis de Almeida |

| Espírito Santo | Desportiva |

Jogo de volta
| Sábado, 7 de maio | Desportiva Ferroviária | 1 – 0                 | Espírito Santo | Arena Unimed Sicoob, Cariacica                                    |
| 16:15             | Edinho 84'             | Rede Gazeta Relatório |                | Público: 4 062 Renda: R$ 67.695,00 Árbitro: ES Dyorgines Padovani |

| Desportiva | Espírito Santo |

### Premiação
| Campeonato Capixaba de 2016 - Série A      |
| Cariacica                                  |
| ------------------------------------------ |
| Desportiva Ferroviária Campeão (18 título) |

## Série B
Na Fase Preliminar as equipes jogam entre si em dois turnos e os quatro melhores se classificam para as Semifinais, que foram disputadas em partidas de ida e volta (1º x 4º e 2º x 3º). Os vencedores garantem o acesso para a Série A de 2017 e decidem o título em jogo único.

### Participantes
| Clube              | Cidade                  | Temporada 2015 | Estádio                  | Capacidade | Títulos (último) |
| ------------------ | ----------------------- | -------------- | ------------------------ | ---------- | ---------------- |
| Castelo            | Castelo                 | 9º da Série A  | Emílio Nemer             | 2 000      | 1 (1988)         |
| CTE                | Colatina                | 5º da Série B  | José Olímpio da Rocha[f] | 2 600      | 1 (2002)         |
| Grêmio Laranjeiras | Serra                   | 4º da Série B  | Salvador Costa[g]        | 3 000      | 0 (não possui)   |
| Rio Branco VN      | Venda Nova do Imigrante | Não disputou   | Olímpio Perim            | 3 000      | 1 (1993)         |
| Serra              | Serra                   | Não disputou   | Robertão                 | 1 040      | 1 (1997)         |
| Tupy               | Vila Velha              | 3º da Série B  | Gil Bernardes            | 1 000      | 1 (2001)         |
| Vilavelhense       | Vila Velha              | 6º da Série B  | Gil Bernardes            | 1 000      | 1 (2003)         |
| Vitória-ES         | Vitória                 | 10º da Série A | Salvador Costa           | 3 000      | 1 (2009)         |

Obs.:

- f. ^  O CTE mandou seus jogos no Estádio José Olímpio da Rocha, em Águia Branca.
- g. ^  O Grêmio Laranjeiras mandou seus jogos no Estádio Salvador Costa, em Vitória.

### Final
| Domingo, 26 de junho | Vitória-ES | 0 – 0     | Tupy | Estádio Salvador Costa, Vitória             |
| 10:15                |            | Relatório |      | Público: 703 Renda: R$ 9.840,00 Árbitro: ES |

|                                        |       | Penalidades                                      |  |
| Marco Antônio Juninho Carioca Hércules | 3 – 1 | Giovanni Pedrini Lucas Porto Jorge Luis Vanílson |  |

| Vitória-ES | Tupy |

### Premiação
| Campeonato Capixaba de 2016 - Série B |
| Vitória                               |
| ------------------------------------- |
| Vitória-ES Campeão (2º título)        |